# Schupo

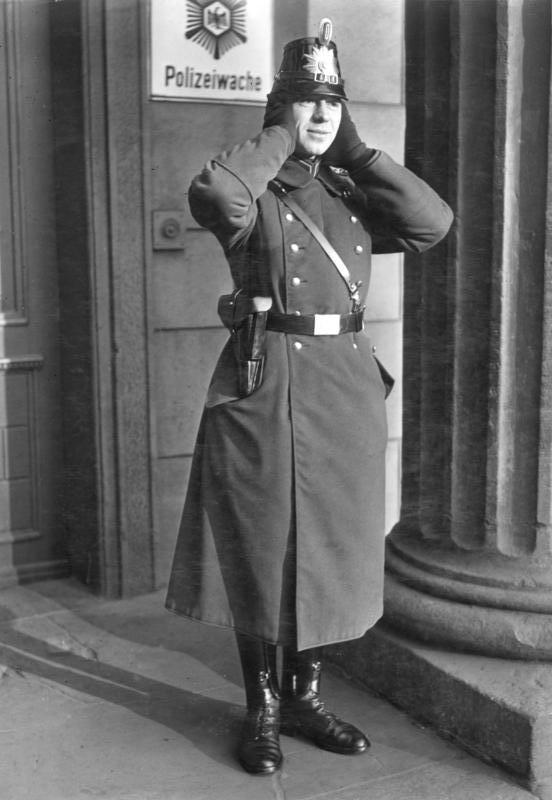
Poliskonstapel i Schutzpolizeis karaktäristiska tschakå.

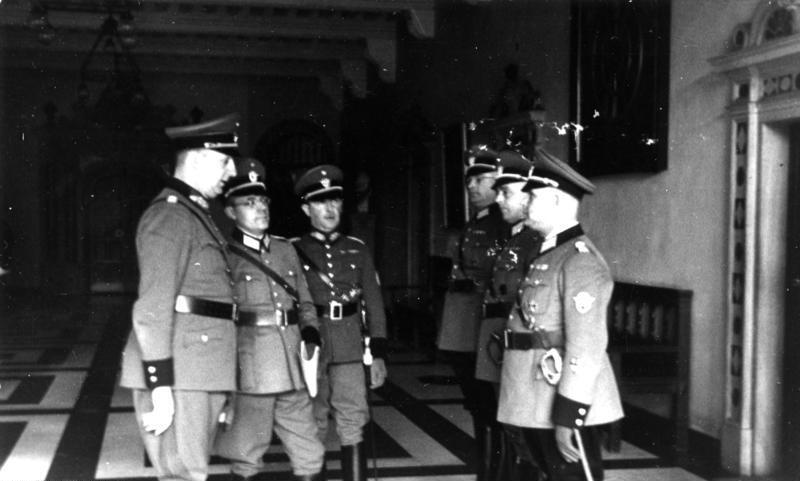
SchuPo i Bremen inspekteras 1937 av chefen för Orpo Kurt Daluege (längst till vänster).

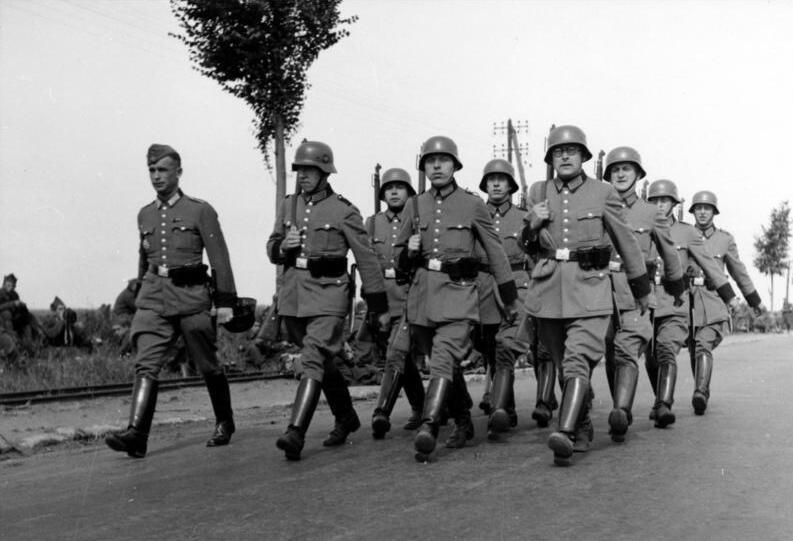
SchuPo-enhet på marsch i Frankrike 1940.

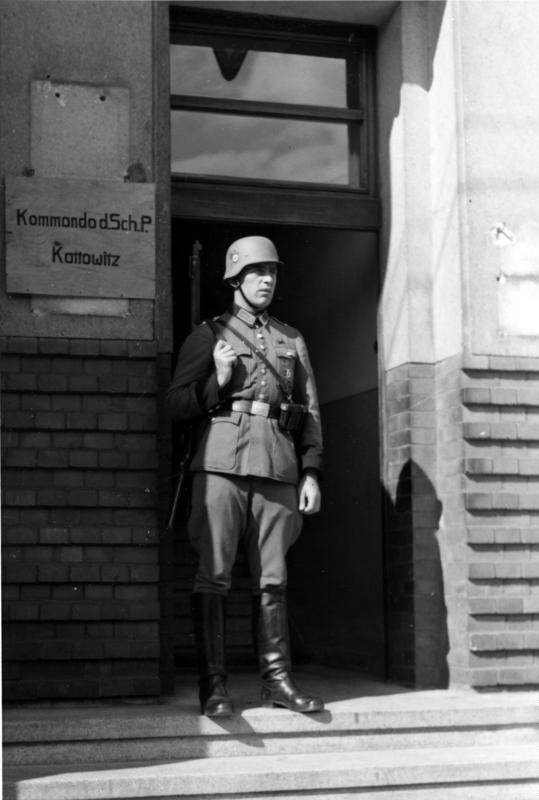
Vaktpost från SchuPo i Katowice, Polen 1939.

Schupo är en i dagligt tal inte längre använd tysk förkortning för Schutzpolizei, ordningspolis. Denna artikel behandlar Schutzpolizei des Reiches, Nazitysklands ordningsstatspolis, som sorterade under Orpo (Ordnungspolizei). SchuPo verkade huvudsakligen i medelstora och större städer. Till SchuPo hörde den patrullerande polisen, den kasernerade polisen, trafikpolisen, polisrytteriet, sjöpolisen och polisflyget.

## Statliga polisförvaltningar
I de städer som föll under SchuPos ansvarsområde utövades både kretspolismyndigheten och den lokala polismyndigheten av den lokala statliga polisförvaltningen som ansvarade för Schupo, Kripo och Verwaltungspolizei.
| Stad            | Statlig polisförvaltning | Polismyndighetschef |
| --------------- | ------------------------ | --- |
| Liten stad      | Polizeiamt               | Det lokala lantrådet (kretslandshövdingen) var polismyndighetschef. Under honom lydde en polischef, som var en polisförvaltningstjänsteman med grad som Polizeirat eller Polizeioberinspektor.  |
| Liten stad      | Polizeiamt               | Saknade egen myndighetschef; var underställd myndighetschefen vid en närliggande polisförvaltning. Under honom lydde en polischef, som var en polisförvaltningstjänsteman med Polizeirats grad. |
| Mellanstor stad | Polizeidirektion         | En polisförvaltningstjänsteman med Polizeidirektors grad. |
| Stor stad       | Polizeipräsidium         | En polisförvaltningstjänsteman med Polizeipräsidenst grad. |

## Lokal polisorganisation
Inom varje statlig polisförvaltning fanns det ett ordningspoliskommando, (Kommando der Schutzpolizei) under en Kommandeur der Schutzpolizei (KdSch). 
I kommandostaben fanns följande sektioner.
- Adjutantur - central expedition
- Abt. la - planering, utbildning, insatser
- Abt. Ib - materiel och underhållstjänst
- Abt Ic - säkerhets- och underrättelsetjänst
- Abt. II - personal
- Abt. Registratur - registrator och arkiv
- Abt.K - fordonstjänst
- Abt. LS - civilförsvar
- Abt. Feuerschutzpolizei - yrkesbrandkårer
- Abt. N - sambandstjänst
- Abt. SAN - sjukvårdstjänst
- Abt. WE - världsåskådlig fostran (dvs. nazistpropaganda)
- Abt. IV - kassa, bokföring, byggnader, förläggningar

## Tjänstegrenar

### Patrullerande polisen
Under kommandostaben fanns en territoriell organisation för den patrullerande polisen (Einzeldienst) bestående av polisgrupper, polisavsnitt och vaktdistrikt (polisstationer).
- Polizeirevier = vaktdistrikt (20 - 40 polismän, med en befolkning om 20-30 000 personer).
- Polizeiabschnitt = polisavsnitt (fem eller flera vaktdistrikt).
- Polizeigruppe = polisgrupp (tre-fem polisavsnitt; endast i Berlin, Wien och Hamburg).

### Kasernerade polisen
Den kasernerade polisen, Kasernierte polizei, var en föregångare till dagens tyska Bereitschaftspolizei. De fanns i vanligen kompanistora förband (Hundertschaften) i de större städerna. De fungerade som rörlig reserv för den patrullerande polisen. Under kriget bildade den kasernerade polisen kärnan i ordningspolisens fältförband (regementen och bataljoner) som uppsattes för tjänstgöring i de ockuperade länderna och i arméns etappområden.
Piketpolis (Motorisierte Uberfallkommandos) i ständig beredskap fanns vid varje ordningspoliskommando. De var utrustade med lätta kulsprutebeväpnade pansarbilar. Under kriget tjänstgjorde de även i det ockuperade Västeuropa, där de användes för att slå ned antityska demonstrationer, och i Slovenien för att hålla alpvägarna öppna och bekämpa motståndsrörelsen.
Under kriget tillkom polisiära bevakningsbataljoner, Polizei-Wachbataillone, vilka bestod av inkallad personal i femtioårsåldern, som var för gamla för att inkallas till Wehrmacht, men fortfarande tjänstepliktiga i hemorten. Varje bataljon bestod av 350-500 man och det fanns 3-4 bataljoner i varje militärområde (Wehrkreis). De var beväpnade med gevär och ett fåtal lätta kulsprutor. Huvuduppgiften var ordningshållning och trafikreglering i samband med civilförsvarsinsatser i orter som utsattes för allierade bombanfall.

### Trafikpolisen
Femtioen särskilda trafikpolisenheter (Motorisierte Verkehrsbereitschaften) bildades 1937 för att sköta trafikövervakningen i de större städerna. Nazitysklands utvidgning ledde sedan till att fler sådana enheter tillkom i de införlivade områdena. Trafikpolisen var utrustade med patrullbildar, patrullmotorcyklar och ledningsfordon. I städer med över 200 000 invånare fanns det även särskilda olycksfallskommandon (Verkehrsunfallbereitschaften) utrustade med specialfordon för trafikolycksfall. 1941 bildades ett Motorisierte Verkehrskompanie z.b.V. vars uppgift var att se till att de krigstida biltrafikbestämmelserna efterlevdes, dvs. körtillstånd, ransoneringar och annat. Dess fem plutoner var verksamma i hela riket.

### Sjöpolisen
Wasserschutzpolizei (SW) war en sjöpolis med ansvar för de inrikes vattenvägarna och kustsjöfarten. Den fungerade även som hamnpolis. SW hade sitt ursprung i Reichswasserschutz och absorberade 1937 sjöfartspolisen (Schiffartzpolizei) och hamnpolisen. SW utgjorde en egen tjänstegren (Sonderdienstzweig) av SchuPo. Under kriget bildade personal kommenderad från SW grunden för marinens krigspolis, Marineküstenpolizei.
Den lokala SW i Berlin var underställd polispresidenten i Berlin som ett eget polisavsnitt, SW-Abschnitt Berlin. Polisavsnittet bestod av två SW-Reviere (vaktdistrikt), två direkt under avsnittet lydande sjöpolisstationer (SW-Wachen) och två direktunderställda sjöpolisposteringar (SW-Posten).

### Polisrytteriet
Polisrytteriet fanns antingen som avdelta enheter eller ingående i enheter som även bestod av fotpatruller. Den grundläggande enheten var Polizei-Reiterstaffeln (ryttartroppar). I Berlin, Königsberg, Stettin, Breslau och Gleiwits fanns det 1938 avdelt polisrytteri om vardera tre troppar. I övriga städer med polisrytteri ingick ryttartropparna i kombinerade enheter. Under kriget ingick polisrytteriförband av bataljons- och regementsstorlek i ordningspolisens fältförband.

### Polisens signalväsende
Polizei-Nachrichtenstaffeln var den lokala komponenten i polisens signalväsende med dygnetruntberedskap. Som signalmedel användes både radio, telefoni och telex på egna linjer skilda från de allmänna. Efter vägarna och i de större städerna fanns mobila radiostationer, tillhörande särskilda Nachrichtenbereitschaften. Under kriget ingick polissignalkompanier i ordningspolisens fältförband.

### Polisflyget
Sedan första världskriget hade det funnits ett polisflyg i Tyskland. Dess uppgift var gränsövervakning, väg- och sjötrafikövervakning, skogsbrandflyg, kurirflyg samt sambandsflyg. 1940 fanns det en polisflygavdelning (Polizeifliegerabteilung) med nio flygplan, av vilka de flesta fanns i Berlin eller i Polen. Polisflygavdelningen överfördes i juli 1942 till Luftwaffe, och ombildades till Fliegergeschwader z.b.V. 7.

## Personal

### Anställning och utbildning

#### Polismän
För att bli anställd som polisaspirant krävdes före kriget:
- Tyskt medborgarskap
- Straffrihet
- Inte kortare än 170 cm
- Genomförd värnplikt som gruppchef eller fyra års anställning vid SS-Verfügungstruppe.
- Ålder 20-25 år.
- Ogift
- Godkända fysiska och mentala prov. Ett idrottsmärke var en merit.
- Medlemskap i nazistpartiet.
- SS-kvalifikationer, dvs. godkänd läkarundersökning av en SS-läkare samt godkänd arisk härstamning genom släktforskning genomförd av SS, intelligens- och allmänbildningstest.

Polismansutbildningen gavs vid särskilda polisutbildningskompanier.

#### Polisofficerare
Polisofficerare rekryterades huvudsakligen från SS egna officersskolor i Bad Tölz, Braunschweig och Klagenfurt. För övriga officersaspiranter fanns samma grundläggande krav som för polismännen. Dessutom måste de ha avlagt studentexamen och blivit antagna som SS-aspiranter. Polisofficersutbildningen gavs vid polisofficersskolorna i Berlin-Köpenick och i Fürstenfeldbruck.

### Anställningsvillkor

#### Befordran
För polismännen ägde befordran rum genom reglerad befordringsgång. En Wachtmeister blev Oberwachtmeister tidigast efter sex års och Revieroberwachtmeister efter sju års anställning. Efter tolv års anställning erhölls ordinarie tjänst i graden Hauptwachtmeister. Efter 16 års anställning kunde urvalsbefordran till Meister äga rum. Som Meister kunde efter genomgången befälsskola urvalsbefordran ske till Revierleutnant och senare Revieroberleutnant. Som sådan kunde man efter fem år i graden och lägst 50 levnadsår bli Revierhauptmann.
Befordran för officerare var beroende av skicklighet och tjänsteålder. För att bli Hauptmann krävdes en skriftlig tjänsteexamen. Befordran till Major krävde genomgången tre månaders befordringskurs vid en polisofficersskola. En särskild skola för ordningspolisens generalstabsutbildning fanns i Dresden.

#### Grader och löner
| Lönegrad | Årslön 1938 Reichsmark (RM) (grundlön utan tillägg) | Unterführer                         | Führer          | Motsvarande grad i SS (Armén)           |
| -------- | --------------------------------------------------- | ----------------------------------- | --------------- | --------------------------------------- |
| A8c5     | 1536                                                | Rottwachtmeister                    |                 | SS-Rottenführer (Obergefreiter)         |
| A8c4     | 1920                                                | Wachtmeister                        |                 | SS-Unterscharführer (Unteroffizier)     |
| A8c3     | 2040                                                | Oberwachtmeister                    |                 | SS-Scharführer (Unterfeldwebel)         |
| A8c2     | 2160-2340                                           | Revieroberwachtmeister              |                 | SS-Oberscharführer (Feldwebel)          |
| A8a      | 2 000-3 000                                         | Hauptwachtmeister                   |                 | SS-Hauptscharführer (Oberfeldwebel)     |
| A7a      | 2 350-3 500                                         | Meister                             |                 | SS-Sturmscharführer (Stabsfeldwebel)    |
| A5b      | 2 300-4 200                                         | Obermeister senare Revierleutnant   |                 | SS-Untersturmführer (Leutnant)          |
| A4e      | 2 800-4 600                                         |                                     | Leutnant        | SS-Untersturmführer (Leutnant)          |
| A4e      | 2 800-4 600                                         |                                     | Oberleutnant    | SS-Obersturmführer (Oberleutnant)       |
| A4c2     | 2 800-5000                                          | Inspektor senare Revieroberleutnant |                 | SS-Obersturmführer (Oberleutnant)       |
| A4c1     | 2 800-5 300                                         | Revierhauptmann                     |                 | SS-Hauptsturmführer (Hauptmann)         |
| A3b      | 4 800-7 000                                         |                                     | Hauptmann       | SS-Hauptsturmführer (Hauptmann)         |
| A2c2     | 4 800-8 400                                         |                                     | Major           | SS-Sturmbannführer (Major)              |
| A2b      | 7 000-9 700                                         |                                     | Oberstleutnant  | SS-Obersturmbannführer (Oberstleutnant) |
| A1a      | 8 400-12 600                                        |                                     | Oberst          | SS-Standartenführer (Oberst)            |
| B7a      | 16 000                                              |                                     | Generalmajor    | SS-Brigadeführer (Generalmajor)         |
| B4       | 19 000                                              |                                     | Generalleutnant | SS-Gruppenführer (Generalleutnant)      |
| B3a      | 24 000                                              |                                     | General         | SS-Obergruppenführer (General)          |

Källa:
- Medellönen för en industriarbetare var 1939 1 459 RM per år.[17]
- Medellönen för en privatanställd tjänsteman var 1939 2 772 RM per år.[18]